# Чемпионат России по футболу среди женщин 2007
Чемпионат России по футболу среди женщин 2007 — 16-й сезон Высшего дивизиона в системе женских футбольных лиг России. Сезон начался 5 мая 2007 года и завершился 5 октября 2007 года. Чемпионом впервые стала Звезда-2005 (Пермь), которая перешла из Первого дивизиона 2006, не потерпела за сезон ни одного поражения, выиграла Кубок 2007, а уже в следующем сезоне дошла до финала Кубка УЕФА среди женщин 2008/09, что стало самым большим достижением в истории российского женского клубного футбола.
В 2007 году у Россиянки прервалась беспроигрышная серия игр проведенных в Чемпионате России. Начавшаяся 9 сентября 2004, после домашнего поражения со счетом 2:4 от Лады (Тольятти) и закончившаяся 15 мая 2007 в домашнем поражении со счетом 3:4 от Звезды-2005 (Пермь). За 2,5 года было проведено 39 игр: в 2004 году — 2 победы, в 2005 году — 14 побед и 6 ничьих, в 2006 году — 14 побед и 2 ничьи, в 2007 году — 1 победа.

## Участники
Сводная статистика участников
учтены матчи завершённых сезонов
без учёта мячей забитых в сериях послематчевых пенальти
с учётом технических результатов
легенда
 — команда была Чемпионом
 — команда была вице-чемпионом
 — команда была бронзовый призёром
| команда        | команда         | сезоны | сезоны               | Результаты выступлений | Результаты выступлений | Результаты выступлений | Результаты выступлений | Результаты выступлений | Результаты выступлений | Результаты выступлений | Результат в сезоне 2006    | Примечания                                                                        |
| наименование   | город           | #      | года                 | И                      | В                      | Н                      | П                      | ЗМ                     | ПМ                     | РМ                     | Результат в сезоне 2006    | Примечания                                                                        |
| -------------- | --------------- | ------ | -------------------- | ---------------------- | ---------------------- | ---------------------- | ---------------------- | ---------------------- | ---------------------- | ---------------------- | -------------------------- | --------------------------------------------------------------------------------- |
| Чертаново      | Москва          | 15     | 1992—2006            | 292                    | 106                    | 47                     | 139                    | 382                    | 525                    | -143                   | Высший дивизион, 7-е место | СКИФ (Малаховка) (1992) СКИФ-Фемина (Малаховка) (1993) Чертаново-СКИФ (1994—1996) |
| Рязань-ВДВ     | Рязань          | 9      | 1997—2003, 2005—2006 | 162                    | 103                    | 20                     | 39                     | 445                    | 178                    | +267                   | Высший дивизион, 4-е место | ВДВ (1997—1999) Рязань-ТНК (2000—2003)                                            |
| Надежда        | Ногинск         | 5      | 2002—2006            | 86                     | 37                     | 20                     | 29                     | 144                    | 91                     | +53                    | Высший дивизион, 3-е место |                                                                                   |
| Аврора         | Санкт-Петербург | 4      | 1992—1994, 2006      | 88                     | 22                     | 18                     | 48                     | 79                     | 163                    | -84                    | Высший дивизион, 8-е место | Прометей (1992)                                                                   |
| Россиянка      | Красноармейск   | 3      | 2004—2006            | 54                     | 37                     | 13                     | 4                      | 196                    | 51                     | +145                   | Высший дивизион, 1-е место |                                                                                   |
| Звезда-2005    | Пермь           | —      | —                    | —                      | —                      | —                      | —                      | —                      | —                      | —                      | Первый дивизион, 2-е место | дебютант                                                                          |
| СКА-Ростов     | Ростов-на-Дону  | —      | —                    | —                      | —                      | —                      | —                      | —                      | —                      | —                      | Первый дивизион, 3-е место | дебютант                                                                          |
| Химки          | Химки           | —      | —                    | —                      | —                      | —                      | —                      | —                      | —                      | —                      | —                          | дебютант                                                                          |
| ШВСМ Измайлово | Москва          | —      | —                    | —                      | —                      | —                      | —                      | —                      | —                      | —                      | —                          | дебютант                                                                          |

1. ↑  не учтён сезон 2004 года: «Рязань-ВДВ» провела 2 матча и снялась с розыгрыша

Клубы Высшего дивизиона 2006:
- серебряный призёр «Спартак» (Москва) прекратил существование в межсезонье.
- «Приалит» (Реутов) и «Лада» (Тольятти) в связи с финансовыми трудностями перешли во Второй дивизион 2007 (в зону "Центр" и "Приволжье", соответственно).

Победитель Первого дивизиона 2006 «Энергия» в связи с финансовыми трудностями второй раз подряд отказалась переходить в Высший дивизион.

## Турнирная таблица
| Поз | Команда                     | И  | В  | Н | П  | МЗ | МП | РМ  | О  | Квалификация или выбывание        |
| --- | --------------------------- | -- | -- | - | -- | -- | -- | --- | -- | --------------------------------- |
|     | Звезда-2005 (Пермь)         | 16 | 15 | 1 | 0  | 57 | 12 | +45 | 46 | Квалификационный раунд Кубка УЕФА |
|     | Россиянка (Красноармейск)   | 16 | 14 | 0 | 2  | 73 | 8  | +65 | 42 |                                   |
|     | Надежда (Ногинск)           | 16 | 9  | 2 | 5  | 43 | 26 | +17 | 29 |                                   |
| 4   | Химки                       | 16 | 9  | 0 | 7  | 30 | 29 | +1  | 27 | расформирован                     |
| 5   | ШВСМ Измайлово (Москва)     | 16 | 6  | 2 | 8  | 26 | 31 | -5  | 20 |                                   |
| 6   | Рязань-ВДВ (Рязань)         | 16 | 6  | 2 | 8  | 26 | 33 | -7  | 20 |                                   |
| 7   | СКА-Ростов (Ростов-на-Дону) | 16 | 4  | 4 | 8  | 13 | 15 | -2  | 16 |                                   |
| 8   | Аврора (Санкт-Петербург)    | 16 | 3  | 1 | 12 | 12 | 65 | -53 | 10 | отказ                             |
| 9   | Чертаново (Москва)          | 16 | 0  | 0 | 16 | 5  | 66 | -61 | 0  | Переход в Первый дивизион         |

1. ↑  «Химки» прекратили существование в межсезонье
2. 1 2  Разность забитых и пропущенных мячей в личных встречах: ШВСМ Измайлово: +1, Рязань-ВДВ: -1
3. ↑  «Аврора» прекратила участие в Чемпионатах России по футболу
4. ↑  «Чертаново» отказалось играть во втором круге Чемпионата (в оставшихся 8-ми матчах ему было засчитано техническое поражение со счетом 3:0) и перешло в Первый дивизион 2008

## Результаты матчей
9 команд сыграли каждая с каждой в два круга (дома и в гостях).
| Команда                     | Звезда-2005 | Россиянка | Надежда | Химки | ШВСМ Измайлово | Рязань-ВДВ | СКА-Ростов | Аврора | Чертаново |
| --------------------------- | ----------- | --------- | ------- | ----- | -------------- | ---------- | ---------- | ------ | --------- |
| Звезда-2005 (Пермь)         |             | 1:0       | 4:2     | 4:0   | 2:0            | 3:1        | 1:0        | 10:0   | 3:0       |
| Россиянка (Красноармейск)   | 3:4         |           | 5:2     | 6:0   | 5:0            | 7:0        | 1:0        | 11:0   | 3:0       |
| Надежда (Ногинск)           | 1:3         | 1:4       |         | 3:1   | 2:1            | 1:1        | 1:0        | 3:0    | 8:0       |
| Химки                       | 2:6         | 0:1       | 0:1     |       | 1:0            | 5:2        | 2:0        | 4:0    | 4:2       |
| ШВСМ Измайлово (Москва)     | 2:4         | 0:4       | 2:1     | 1:3   |                | 2:3        | 0:0        | 4:0    | 3:1       |
| Рязань-ВДВ (Рязань)         | 0:2         | 0:1       | 3:3     | 2:1   | 2:4            |            | 1:0        | 0:1    | 3:0       |
| СКА-Ростов (Ростов-на-Дону) | 1:1         | 0:3       | 0:1     | 0:1   | 1:1            | 2:0        |            | 3:0    | 3:0       |
| Аврора (Санкт-Петербург)    | 0:6         | 0:8       | 1:5     | 1:3   | 2:3            | 1:4        | 1:1        |        | 3:0       |
| Чертаново (Москва)          | 0:3         | 0:11      | 1:8     | 0:3   | 0:3            | 0:4        | 1:2        | 0:2    |           |

 Домашняя победа  •  Ничья •  Домашнее поражение
1. 1 2 3 4 5 6 7 8  Технический результат

## Статистика чемпионата

### Список бомбардиров
| Список бомбардиров | Список бомбардиров | Список бомбардиров | Список бомбардиров | Список бомбардиров                |
| Игрок              | Клуб               | ЗМ                 | ЗМП                | Комментарии                       |
| ------------------ | ------------------ | ------------------ | ------------------ | --------------------------------- |
| Ольга Летюшова     | «Звезда-2005»      | 19                 | 2                  | еще 8 мячей забила в Кубке России |
| Ольга Кремлева     | «Россиянка»        | 17                 | 3                  | еще 8 мячей забила в Кубке России |
| Наталья Барбашина  | «Россиянка»        | 15                 | 1                  | еще 2 мяча забила в Кубке России  |
| Анастасия Слонова  | «Надежда»          | 14                 | -                  | -                                 |
| Олеся Курочкина    | «Звезда-2005»      | 12                 | -                  | еще 5 мячей забила в Кубке России |
| Дарья Апанащенко   | «Рязань-ВДВ»       | 10                 | 1                  | еще 4 мяча забила в Кубке России  |
| Наталья Мокшанова  | «Россиянка»        | 10                 | -                  | еще 6 мячей забила в Кубке России |
| Наталья Зинченко   | «Звезда-2005»      | 9                  | -                  | еще 2 мяча забила в Кубке России  |
| Ольга Петрова      | «Россиянка»        | 9                  | -                  | еще 9 мячей забила в Кубке России |

### Все голы чемпионата
| «Звезда-2005» · 57 | «Россиянка» · 73 | «Надежда» · 43 | «Химки» · 30 | «ШВСМ Измайлово» · 26 | «Рязань-ВДВ» · 26 | «СКА-Ростов» · 13                                                                                      | «Аврора» · 12                                                                                      | «Чертаново» · 5                                                               |
| --- | --- | --- | --- | --- | --- | --- | -------------------------------------------------------------------------------------------------- | ----------------------------------------------------------------------------- |
| 19-Ольга Летюшова 12-Олеся Курочкина 9-Наталья Зинченко 3-Елена Ходырева 2-Олеся Трунтаева 1-Ксения Перевозчикова 1-Валентина Савченкова 1-Елена Суслова | 17-Ольга Кремлева 15-Наталья Барбашина 10-Наталья Мокшанова 9-Ольга Петрова 8-Людмила Пекур 3-Анна Кожникова 2-Елена Морозова 2-Татьяна Скотникова 1-Оксана Титова 1-Оксана Шмачкова | 14-Анастасия Слонова 7-Светлана Фришко 7-Ирина Чукисова 3-Елена Денщик 3-Светлана Зангиева 3-Анна Полякова 2-Ольга Новикова 1-Анна Астапенко 1-Елена Жихарева 1-Валентина Котик 1-Елена Порожнюк | 7-Кристина Анохина 6-Лилияна Костова 5-Олеся Машина 2-Светлана Цидикова 2-Екатерина Шемякина 2-Елена Михайлова 1-Светлана Богомолова 1-Нелли Коровкина 1-Наталья Русских | 7-Людмила Кузнецова 3-Лина Рабах 3-Алла Рогова 2-Ольга Карасёва 2-Елена Фомина 1-Александра Гомозова 1-Татьяна Ефимова 1-Татьяна Константинова 1-Татьяна Кулешова 1-Екатерина Сочнева | 10-Дарья Апанащенко 3-Екатерина Степаненко 2-Елена Горбачёва 2-Юлия Исаева 2-Людмила Лемешко 1-Елена Лисачева 1-Ольга Мишанская 1-Елена Седова 1-Елена Цуркан | 3-Анна Гергележи 2-Галина Комарова 2-Елена Макаренко 1-Наталья Минкина 1-Лариса Савина 1-Эльвира Тодуа | 5-Анна Немирская 1-Виктория Афанасова 1-Мария Жаманакова 1-Татьяна Иваницкая 1-Кристина Стаховская | 1-Мария Гречишкина 1-Елена Рыжикова 1-Анастасия Смирнова 1-Екатерина Шемякина |
| автогол | | | | | | | |                                                                               |
| 1-Нана Гелбахиани «СКА-Ростов» 1-Мария Филисова «Аврора» 1-Ксения Цыбутович «Россиянка»                                                                  | 1-Анна Ременная «Аврора» 1-Наталья Русских «Химки» | | | 1-Мария Брылева «Рязань-ВДВ» | | | | 1-Светлана Цидикова «Химки»                                                   |
| технические победы | | | | | | | |                                                                               |
| 6-«Чертаново» | 3-«Чертаново» | | 3-«Чертаново» | 3-«Чертаново» | 3-«Чертаново» | 3-«Чертаново»                                                                                          | 3-«Чертаново»                                                                                      |                                                                               |

- Екатерина Шемякина забила 3 мяча (1 за «Чертаново» и 2 за «Химки»)

### Рекорды сезона
- Самая крупная победа хозяев (+11): 11:0 в матче «Россиянка»—«Аврора», 17 августа
- Самая крупная победа гостей (+11): 0:11 в матче «Чертаново»—«Россиянка», 5 июля
- Наибольшее количество забитых мячей в одном матче (11): 11:0 в матче «Россиянка»—«Аврора», 17 августа и 0:11 в матче «Чертаново»—«Россиянка», 5 июля
- Наибольшее количество голов, забитых одной командой в матче (11): 11:0 в матче «Россиянка»—«Аврора», 17 августа и 0:11 в матче «Чертаново»—«Россиянка», 5 июля
- Самый популярный счёт (1:0): 12 раз (18,75% от всех матчей)

## 33 лучших футболистки России по итогам сезона 2007 года
| Позиция | Вратарь                      | Правый                             | Левый                      | Либеро                     | Стоппер                     | Правый                     | Левый                            | Центральный                  | Под нападающими            | Правый                      | Левый                       |
| Позиция | Вратарь                      | Защитники                          | Защитники                  | Защитники                  | Защитники                   | Полузащитники              | Полузащитники                    | Полузащитники                | Полузащитники              | Нападающие                  | Нападающие                  |
| ------- | ---------------------------- | ---------------------------------- | -------------------------- | -------------------------- | --------------------------- | -------------------------- | -------------------------------- | ---------------------------- | -------------------------- | --------------------------- | --------------------------- |
| 1       | Надежда Баранова Звезда-2005 | Мария Дьячкова Россиянка           | Наталья Перцева Россиянка  | Анна Кожникова Россиянка   | Ксения Цыбутович Россиянка  | Елена Морозова Россиянка   | Людмила Пекур Россиянка          | Наталья Зинченко Звезда-2005 | Алла Рогова ШВСМ Измайлово | Олеся Курочкина Звезда-2005 | Ольга Кремлева Россиянка    |
| 2       | Ирина Зварич Россиянка       | Алла Лишафай Звезда-2005           | Нана Гелбахиани СКА-Ростов | Ольга Сергаева Звезда-2005 | Олеся Трунтаева Звезда-2005 | Татьяна Чёрная Звезда-2005 | Валентина Савченкова Звезда-2005 | Татьяна Скотникова Россиянка | Елена Ходырева Звезда-2005 | Наталья Барбашина Россиянка | Ольга Летюшова Звезда-2005  |
| 3       | Эльвира Тодуа СКА-Ростов     | Александра Гомозова ШВСМ Измайлово | Оксана Шмачкова Россиянка  | Наталья Саратовцева Химки  | Олеся Ильинова СКА-Ростов   | Галина Комарова СКА-Ростов | Лина Рабах ШВСМ Измайлово        | Светлана Цидикова Химки      | Елена Цуркан Рязань-ВДВ    | Дарья Апанащенко Рязань-ВДВ | Наталья Мокшанова Россиянка |